# Ljudevit Gaj
Ljudevit Gaj, AFI [ʎûdeʋit ɡâːj]; nascut Ludwig Gay; 8 d'agost de 1809 – 20 d'abril de 1872);fou un lingüista, polític, periodista i escriptor croat. Va ser una de les figures centrals del panelavista moviment il·liri.

## Biografia

### Origen
Va néixer a Krapina (llavors al comtat de Varaždin, Regne de Croàcia, (Imperi Austríac), el 8 d'agost de 1809. El seu pare, Johann Gay, era un immigrant alemany de l'Eslovàquia hongaresa i la seva mare era Juliana, de soltera Schmidt, la filla d'un immigrant alemany que va arribar durant la dècada del 1770. Els Gay eren d'origen hugonot de Borgonya. Van arribar a Batizovce, en l'actual Eslovàquia en els segles XVI o XVII. Des d'aleshore es convertiren en serfs de les famílies Mariassy de Markusfalva i Batizfalva al segle xviii. Com que hi havia molts alemanys ètnics en aquesta zona, els Gay aviat es van germanitzar. El pare de Ljudevit prové d'una branca que es va traslladar al poble de Markušovce.

### Ortografia i altres obres

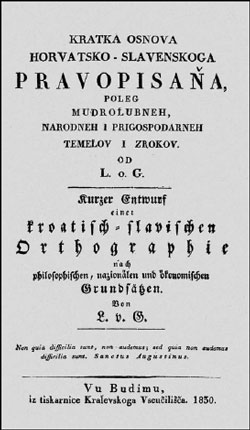
Breu Basics del Croatian-Slavonic Orthography (1830)

Gaj va començar a publicar molt d'hora; el seu fulletó de 36 pàgines sobre palaus senyorials al seu districte natal, escrit en el seu nadiu alemany, apareixia ja el 1826 com a Dau Schlösser bei Krapina.
A Buda l'any 1830 es va publicar l'alfabet llatí de Gaj("Kratka osnova horvatsko-slavenskoga pravopisaňa")que va ser el primer llibre d'ortografia croata comuna (després de les obres d'Ignjat Đurđević i Pavao Ritter Vitezović). El llibre es va imprimir de forma bilingüe, en croat i alemany. Els croats utilitzaven l'alfabet llatí, però alguns sons específics no estaven representats uniformement. Gaj va seguir l'exemple de Pavao Ritter Vitezović i l'alfabet txec, usant una lletra de l'alfabet llatí per a cada so de la llengua parlada. Va utilitzar diacrítics i els dígrafs lj i nj.
El llibre va ajudar a Gaj a aconseguir fama nacional. El 1834 va reeixir on quinze anys abans Đuro Matija Šporer havia fracassat, és a dir, obtenir un acord del govern reial de la monarquia dels Habsburg per publicar un diari en croat. Fou conegut com a líder intel·lectual des de llavors. El 6 de gener de 1835 apareix Novine Horvatske ("Notícies croates") i, el 10 de gener, el suplement literari Danicza Horvatzka, Slavonzka y Dalmatinzka ("L'estel del matí croat, eslovè i dàlmata"). El "Novine Horvatske" va ser imprès en dialecte kaikavià fins a finals d'aquell any, mentre que el "Danica" es va imprimir tant en dialecte xtokavià com en kaikavià.
A principis de 1836, els noms de les publicacions es van canviar a Ilirske narodne novine ("Les notícies del poble il·liri") i Danica ilirska ("L'estel del matí il·liri") respectivament, ambdós amb el suport de Viena i, en conseqüència, indirectament contra el nacionalisme hongarès. Era un pas més en la comprensió de la idea de Gaj que les regions del sud del Regne d'Àustria-Hongria eren pròpiament il·líries (en realitat, des d'un punt de vista tècnic, eren eslaus).
A més del seu treball intel·lectual, Gaj també era poeta. El seu poema més popular fou Još Hrvatska ni propala ("Croàcia encara no ha fracassat"), que va ser escrit el 1833.

### Mort
Gaj va morir a Zagreb, Regne de Croàcia-Eslavònia, Imperi Austrohongarès, el 1872, a l'edat de 62 anys.

## Llegat lingüístic
L'alfabet llatí utilitzat en serbocroat s'atribueix a l'obra de Gaj Kratka osnova Hrvatskog pravopisa.
La seva contrapart ciríl·lica s'anomena vukovica, pel lingüista contemporani Vuk Stefanović Karadžić. L'alfabet eslovè, introduït a mitjans de la dècada del 1840, és també una variació de l'alfabet llatí de Gaj, del qual es diferencia per la manca de lletres ć i đ.

## Vida personal
Es va casar amb Paulina Krizmanić de 26 anys, neboda d'un abat, el 1842 a Marija Bistrica. Van tenir cinc nens: una filla, Ljuboslava, i quatre fills, Velimir, Svetoslav, Milivoje i Bogdan,

## Llegat
El 2008, un total de 211 carrers a Croàcia tenien el nom de Ljudevit Gaj, la qual cosa el converteix en el quart epònim més freqüènt als carrers de les ciutats del país.